# Il fascismo eterno
Il fascismo eterno (in inglese, Eternal Fascism: Fourteen Ways of Looking at a Blackshirt) è un breve saggio di Umberto Eco, tratto dalla sua esposizione a un simposio tenuto il 25 aprile 1995 alla Columbia University.

## Contenuto
Il saggio si apre con alcune considerazioni personali dall'autore sul Fascismo a partire dalla propria esperienza diretta di gioventù, per arrivare a tentare di descrivere il fenomeno del Fascismo in accezione generale, chiamandolo Fascismo eterno o Ur-Fascismo.
Se, infatti, il Nazismo era una ideologia codificata in modo esplicito nel proprio manifesto, il Mein Kampf di Adolf Hitler, il Fascismo non aveva una propria filosofia, finendo così per contraddirsi su molti temi (ad esempio, nel rapporto con la religione), anche se poneva le sue basi nel concetto dello "stato etico assoluto" tardo hegeliano. Tuttavia, il Fascismo si rifaceva emotivamente ad alcuni archetipi, di cui l'autore tenta di stilare un elenco in 14 punti.
Essi furono:
1. Culto della tradizione del passato, spesso interpretata sincreticamente
2. Rifiuto del modernismo, anche in conseguenza al primo punto, e dello spirito illuministico
3. Irrazionalismo e culto dell'azione fine a se stessa. Diffidenza per la cultura
4. Rifiuto della critica e dello spirito critico
5. Paura della diversità. Una conseguenza ne è il razzismo
6. Frustrazione delle classi medie (piccola borghesia) a causa di crisi economiche o pressioni politiche
7. Ossessione per i complotti, anche di tipo internazionale
8. Percezione di una eccessiva forza di nemici esterni, che tuttavia si ritiene di potere battere. Questa contraddizione porta tipicamente a false valutazioni degli avversari e, in ultima istanza, a essere perdenti negli scontri
9. Idea della guerra permanente e contrasto al pacifismo. La pace definitiva avverrà solo dopo la vittoria finale
10. Elitismo di massa e disprezzo per i deboli: pertanto, disprezzo da parte di ciascun ceto per il suo ceto subordinato
11. Eroismo di massa e desiderio di immolare se stessi per la causa comune, ma più frequentemente di immolare altri
12. Machismo, più semplice da gestire dell'eroismo
13. "Populismo qualitativo". Data la negazione dei diritti individuali, il "popolo" è considerato un insieme unico la cui volontà deve essere interpretata dal leader
14. Uso di una neolingua, caratterizzata da una sintassi elementare e veicolante un ragionamento critico necessariamente limitato

## Edizioni
- (EN) Eternal Fascism, New York, The New York Review of Books, 1995.
- Totalitarismo fuzzy o Ur-Fascismo, Firenze, La Rivista dei Libri, 1995.
- Il fascismo eterno, in Cinque scritti morali, Milano, Bompiani, 1997, ISBN 88-452-3124-0.
- Il fascismo eterno, Milano, La Nave di Teseo, 2018, ISBN 8893442418.
- Il fascismo eterno, 15ª ed., Milano, La Nave di Teseo editore, 2019, ISBN 9-788893-442411.